# بريدغتون (كورنوال)
بريدغتون (بالإنجليزية: Bridgetown, Cornwall)‏ هي قرية تقع في المملكة المتحدة في كورنوال.